# Karen Spärck Jones
Karen Spärck Jones (26 de agosto de 1935 – 4 de abril de 2007) fue una científica británica especializada en lingüística computacional. Investigadora pionera en recuperación de información.

## Biografía
Karen Spärck nació en Huddersfield (Yorkshire). Su padre fue Owen Jones, un profesor en química, y su madre fue Ida Spärck, que escapó de Noruega al Reino Unido durante la Segunda Guerra Mundial.
Spärck Jones fue educada en una escuela primaria de Huddersfield y luego en el Girton College (Cambridge) desde 1953 hasta 1956, estudió Historia y un año adicional sobre Ciencias Morales (filosofía).
Entonces empezó a trabajar como maestra en la escuela, pero poco después empezó a trabajar en informática. Durante todo el tiempo que estuvo dedicándose a la informática impulsó notablemente que más mujeres entraran en esta disciplina.
Comenzó su carrera investigadora en 1950 desarrollando un tesauro para la Unidad de Investigación en Lenguaje de la Universidad de Cambridge. En 1964 se doctoró con una tesis titulada Sinonimia y clasificación semántica utilizando técnicas estadísticas y probabilísticas combinadas con técnicas lingüísticas. Su enfoque fue pionero en la materia.
Pudo seguir investigando en recuperación de información gracias a las distintas becas que le fueron concedidas por instituciones como la Royal Society o la Biblioteca Británica, hasta que fichó por el Laboratorio de Informática de la Universidad de Cambridge donde trabajó desde 1974 hasta su jubilación en 2002, aunque siguió trabajando allí hasta poco antes de morir por cáncer en 2007, en Willianghan (Cambridge).

## Obra científica
Karen Spärck Jones lideró la indización automatizada creando un indicador capaz de hallar la importancia informativa de una palabra para un documento; lo que se llamaría a partir de entonces como indización ponderada o por pesos. Este algoritmo llamado ITF (inverse term frecuency o frecuencia inversa del término) obtiene la importancia de un término dependiendo del número de veces que aparezca en el documento en relación con el resto de términos que este tenga. Este algoritmo desecha las palabras que aparezcan tanto en exceso (palabras funcionales de la lengua como preposiciones o conjunciones) como por defecto (palabras con unas pocas apariciones), al considerar que no aportan valor informativo suficiente como para describir el contenido del documento.
Este indicador daría paso a otro más importante todavía: el IDF (inverse document frecuency o frecuencia inversa del documento) cuyo procedimiento es similar al anterior pero que se emplea en todos los documentos de una base de datos documental. Con este algoritmo obtendríamos ordenados de mayor a menor relevancia los documentos encontrados al responder a una consulta. Este diseño fue el principio del modelo probabilístico de recuperación de información, desarrollado por Spärck Jones y Stephen Robertson, y continuado por otros investigadores como Keith van Rijsbergen, Peter Ingwersen o Ricardo Baeza-Yates.

## Publicaciones
Algunas de sus obras son:
- Automatic keywords classification for information retrieval. Londres: Butterworths, 1972
- Information retrieval experiment. Londres: Butterworths, 1981
- Readings in information retrieval (en coautoría con Willett). San Francisco: Morgan Kaufmann.

Publicó numerosos artículos en prestigiosas revistas de investigación científica, entre ellos:
- A statistical interpretation of term specificity and its application in retrieval (1972) en Journal of Documentation, nº 28.
- Index term weighting (1973) en Information Storage and Retrieval, nº 9.

## Premios y condecoraciones
Fue galardonada con numerosos premios, entre ellos:
- Premio Gerard Salton en 1988,
- Premio ASIST al Mérito Académico en 2002,
- Premio a la trayectoria de una vida investigadora de la ACL, la asociación internacional más prestigiosa en Lingüística computacional.
- Premio Allen Newell de la ACM-AAAI (2007).
- Medalla Lovelace en 2007, cuando ya estaba enferma de cáncer.